# 백남억
백남억(白南憶, 1914년 11월 11일~2001년 1월 15일)은 대한민국의 정치인이다. 군사정부 제5·6·7·8·9대 국회의원이다.
김천(金泉) 삼락동에서 지주 집안 백낙준(白樂駿)의 아들로 출생하였다. 동부화재(한국자동차보험) 회장, 성균관대학교 이사장 등을 역임하였고, 군사정부 때 제5·6·7·8·9대 국회의원을 지냈다.
금릉부원군(金陵府院君)의 손자인 김천 입향조 백귀선(白貴璇)의 18세손이다. 국회의원 박준규(朴浚圭, 제13·14대 국회 전반기 및 제15대 국회 후반기 국회의장)의 매형이다.

## 학력
- 보성전문학교 법과 졸업
- 규슈제국대학 법학 학사
- 미시간 대학교 대학원 법학 석사

## 경력
- 법제사법위원회 위원장
- 민주공화당 총재 상임고문
- 한국자동차보험 회장
- 성균관대학교 이사장
- 제5·6·7·8·9대 국회의원

## 가족
- 부인: 이범준
- 자녀: 슬하 3남 1녀

## 역대 선거 결과
|  | 14.89% |

|  | 47.09% |

|  | 50.62% |

|  | 53.97% |

|  | 25.49% |

|  | 19.48% |